# Provincia de Castellón
Castellón (cooficialmente en valenciano: Castelló) es una provincia del este de España. Está situada en la parte más septentrional de la Comunidad Valenciana y su capital es Castellón de la Plana. Tiene una población de 615 188 habitantes (INE 2024) y un total de 135 municipios.
Situada en el este de la península ibérica, limita con el mar Mediterráneo al este, y con las provincias de Tarragona al noreste, Teruel al oeste y Valencia al sur. Su costa recibe el nombre turístico de Costa del Azahar.

## Denominación oficial
En la Comunidad Valenciana la denominación oficial de las provincias es bilingüe.
- Castellón es la denominación oficial en castellano.
- Castelló es la denominación oficial en valenciano.

## Comarcas
La provincia de Castellón se divide en 135 municipios, agrupados en 8 comarcas. A continuación, se muestran estas con sus respectivos datos de población, superficie y densidad de población actualizados a 2020 y se indica la capital de cada una de ellas:
| Comarca                | Comarca          | Población | Extensión | Densidad | Capital               |
| Castellano             | Valenciano       | Población | Extensión | Densidad | Capital               |
| ---------------------- | ---------------- | --------- | --------- | -------- | --------------------- |
| Alcalatén              | L'Alcalatén      | 14 131    | 648,70    | 24,07    | Alcora                |
| Alto Maestrazgo        | L'Alt Maestrat   | 6622      | 663,06    | 9,99     | Albocácer             |
| Alto Mijares           | L'Alt Millars    | 3857      | 647,40    | 5,96     | Cirat                 |
| Alto Palancia          | L'Alt Palància   | 23 966    | 965,15    | 24,83    | Segorbe               |
| Bajo Maestrazgo        | El Baix Maestrat | 82 437    | 1221,32   | 67,50    | Vinaroz               |
| Plana Alta             | La Plana Alta    | 256 455   | 957,20    | 267,92   | Castellón de la Plana |
| Plana Baja             | La Plana Baixa   | 192 283   | 605,20    | 317,72   | Burriana              |
| Los Puertos de Morella | Els Ports        | 4357      | 903,90    | 4,82     | Morella               |
| Total                  | Total            | 585 590   | 6611,93   | 88,56    |                       |

## Geografía
La provincia es montañosa en su interior, donde las estribaciones del sistema Ibérico conforman las comarcas naturales del Maestrazgo por el norte y la sierra de Espadán por el sur. Además, entre ambas encontramos al pico de Peñagolosa (que da nombre al macizo del mismo nombre) y que con 1813 m s. n. m. es la segunda cima más alta de la Comunidad. Otras alturas principales de la provincia son la Peña Salada (1581 m s. n. m.), el Pina (1405 m s. n. m.), el Encanadé (1393 m s. n. m.) y la Muela de Ares (1318 m s. n. m.). La provincia cuenta con una estrecha zona costera en la que destacan como accidentes geográficos la península de Peñíscola, el cabo de Oropesa del Mar y el entrante de Almenara. La mayor parte de la población habita en la franja costera, mientras que el interior montañoso se encuentra prácticamente despoblado.
También la sierra de Irta es un macizo montañoso (prácticamente inalterado por la actividad humana) que se extiende paralelo a la costa durante 15 km.
La vegetación propia se caracteriza por pinar y matorral de tipo mediterráneo, y los dos ríos más importantes de la provincia son el Mijares y el Palancia.
A la provincia de Castellón también pertenecen las islas Columbretes, archipiélago deshabitado situado a 56 km de la costa.
El pico más alto de la provincia es el Penyagolosa.
Es importante destacar que por la provincia pasa como línea imaginaria el meridiano de Greenwich y en Castellón se cruza con el Paralelo 40, el punto exacto está marcado con un monolito y se puede visitar en el parque del Meridiano.

### Clima

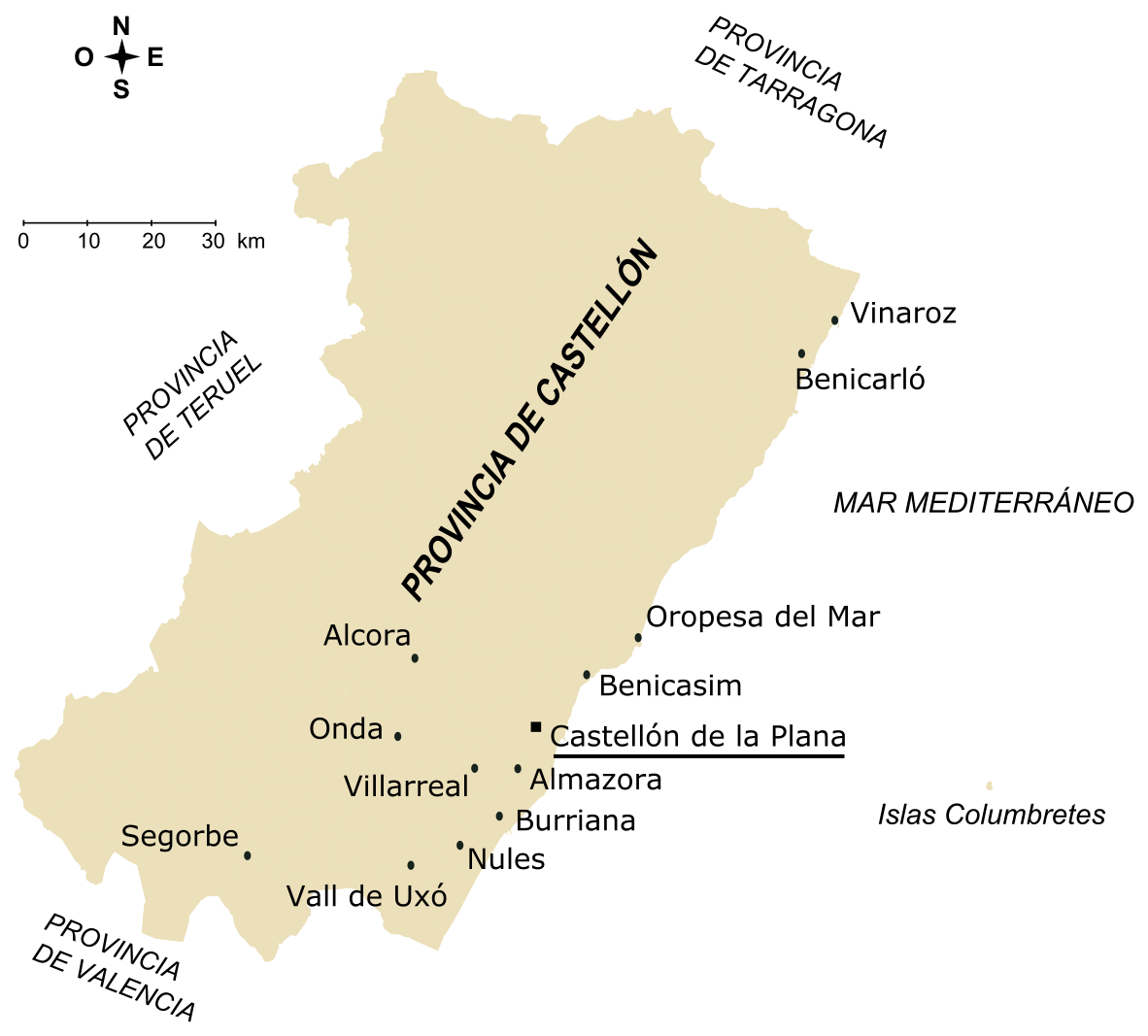
Principales localidades de la provincia de Castellón

El clima mediterráneo propio de la provincia se caracteriza por inviernos suaves y veranos cálidos. En el interior las temperaturas suelen ser más frías, con precipitaciones en forma de nieve durante el invierno.
La temperatura media de la provincia es de 17 °C, y la media de precipitación oscila en torno a los 500 mm al año distribuidos de forma irregular en los meses de otoño y primavera y con la clásica sequía estival mediterránea. En zonas montañosas del interior los registros pluviométricos son más abundantes, superándose los 600 mm en muchas zonas.

### Parques naturales

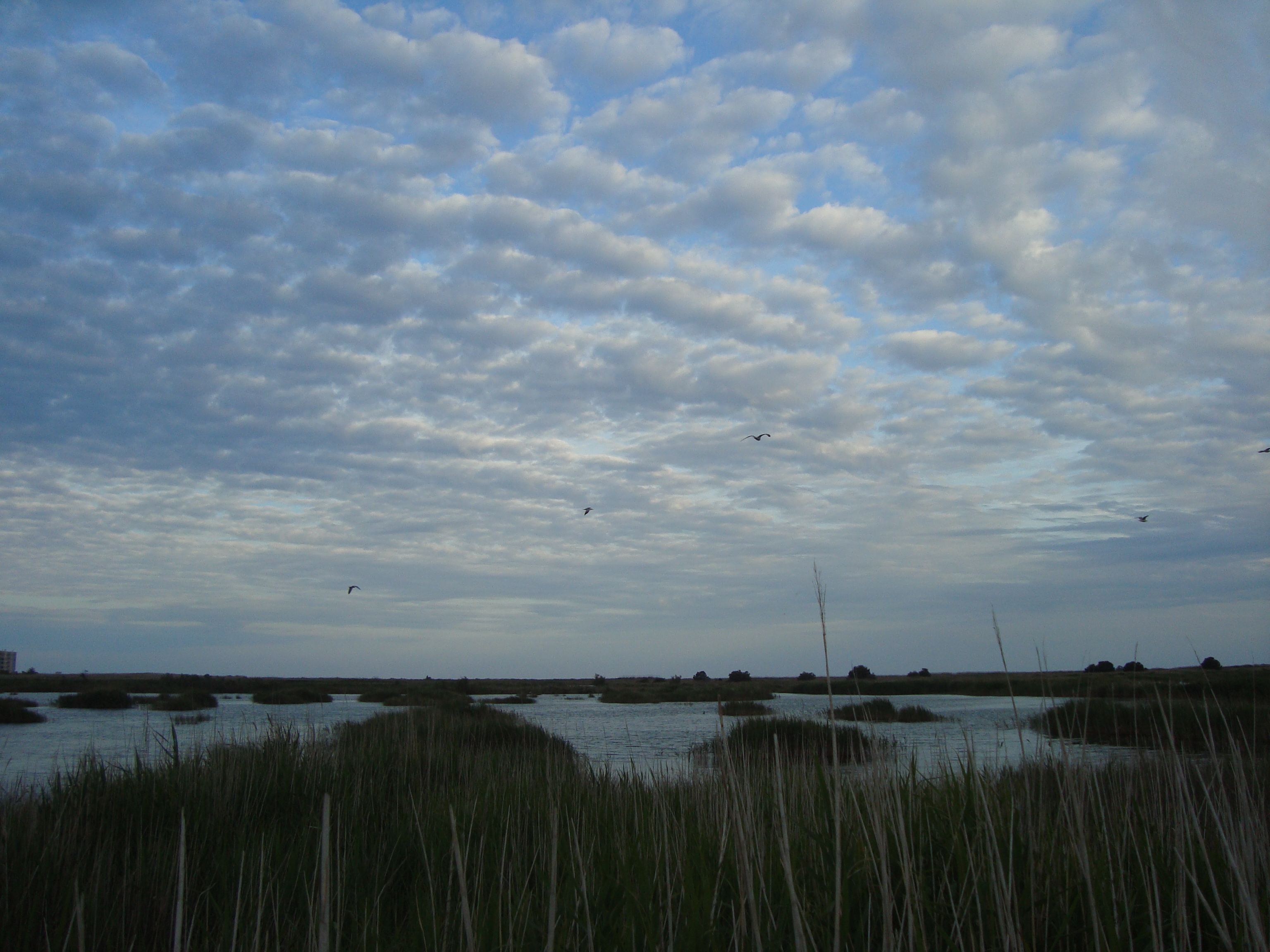
Parque natural del Prat de Cabanes y Torreblanca

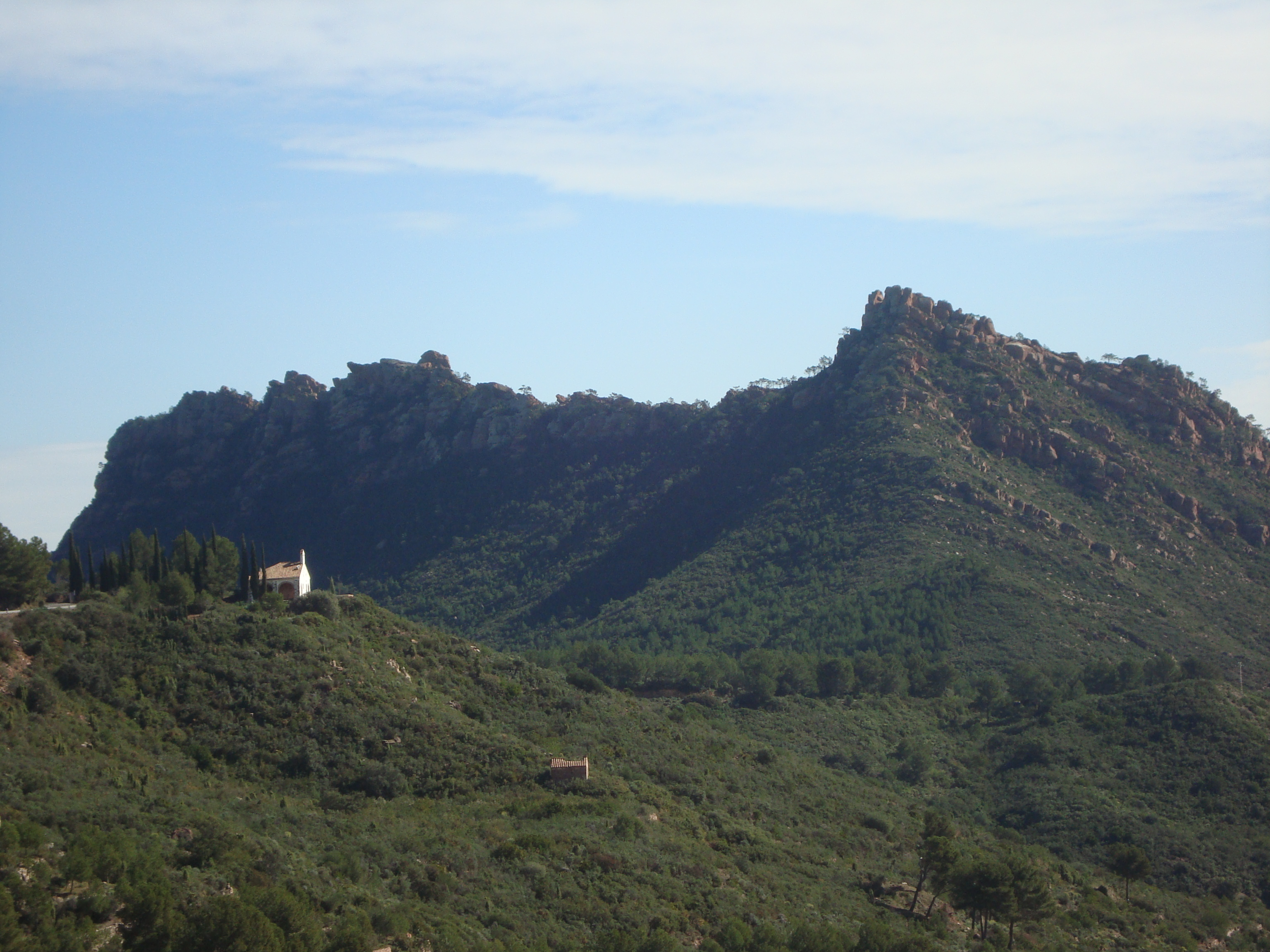
Desierto de las Palmas

- Sierra de Irta

- Prat de Cabanes-Torreblanca
- Tenencia de Benifasar

- Desierto de las Palmas
- Peñagolosa
- Sierra de Espadán
- Islas Columbretes
- Sierra Calderona

## Historia
Desde el siglo VIII hasta el primer tercio del siglo XIII, la provincia estuvo en manos de los musulmanes. Jaime I el Conquistador la tomó a los reyes árabes de Valencia y la incorporó a la Corona de Aragón: el primer lugar en ser conquistado fue Ares del Maestre, en el año 1232, no sin antes mencionar que aquella empresa empezó a gestarse cuando el rey de Aragón empezó a soñar con conquistar Valencia mientras descansaba en Alcañiz. Fue a finales del verano de 1231, en una conversación con Blasco de Alagón, (uno de los nobles aragoneses más importantes del momento) y Hugo de Fucalquier, maestre de la Orden del Hospital. Es el astuto noble quien convence al rey de la riqueza de las tierras de Valencia y le sugiere que para llevar a cabo tan enorme gesta el primer paso es conquistar Borriana. ¿Por qué esa plaza? Blasco de Alagón se lo argumentó con estas palabras: «Si mis consejos queréis tomar emprended esa conquista; lo primero que debeis tomar es Borriana asentada en un llano no lejos de vuestros dominios, como centro para acceder a todos los demás lugares y castillos». Y así se hizo. y al año siguiente 1233 caerían el 16 de Julio Borriana, después Peñíscola y el Castillo de Fadrell (en la actual Castellón de la Plana).
Durante las guerras carlistas, la región del Maestrazgo (al norte de la provincia) fue un foco continuo reaccionario, mientras que la capital ocupó un lugar destacado como punto de apoyo de los ejércitos isabelinos liberales.

## Población
La densidad de población de la provincia de Castellón es de 87,25 hab/km² (INE 2019), ligeramente inferior a la media española (92,02 hab/km²) y la menor de las tres provincias de la Comunidad Valenciana, además representa el 1,25 % de porcentaje demográfico respecto al total estatal y el 11,79 % respecto al total autonómico.
| Gráfica de evolución demográfica de la provincia de Castellón entre 1857 y 2023          |
|                                                                                          |
| Fuente: Instituto Nacional de Estadística de España - Elaboración gráfica por Wikipedia. |

| Posición | Municipio             | Población |
| -------- | --------------------- | --------- |
| 1.ª      | Castellón de la Plana | 180 379   |
| 2.ª      | Villarreal            | 52 505    |
| 3.ª      | Burriana              | 36 927    |
| 4.ª      | Vall de Uxó           | 31 884    |
| 5.ª      | Vinaroz               | 30 278    |
| 6.ª      | Benicarló             | 29 607    |
| 7.ª      | Almazora              | 28 497    |
| 8.ª      | Onda                  | 25 817    |
| 9.ª      | Benicasim             | 20 322    |
| 10.ª     | Nules                 | 14 062    |
| 11.ª     | Oropesa del Mar       | 11 785    |
| 12.ª     | Alcora                | 10 581    |
| 13.ª     | Segorbe               | 9640      |
| 14.ª     | Peñíscola             | 8496      |
| 15.ª     | Moncófar              | 8011      |
| 16.ª     | Alcalá de Chivert     | 7176      |
| 17.ª     | Almenara              | 6710      |
| 18.ª     | Borriol               | 5945      |
| 19.ª     | Torreblanca           | 5674      |
| 20.ª     | Bechí                 | 5592      |

| Población  | 260 919 | 292 437 | 310 828 | 322 213 | 306 886 | 308 746 | 312 475 | 325 091 | 339 229 |
| Porcentaje | 1,69 %  | 1,66 %  | 1,67 %  | 1,61 %  | 1,43 %  | 1,30 %  | 1,20 %  | 1,16 %  | 1,11 %  |
|            | 1970    | 1981    | 1991    | 1996    | 2000    | 2005    | 2010    | 2015    | 2020    |
| Población  | 385 823 | 431 755 | 448 182 | 456 727 | 474 385 | 543 432 | 604 274 | 582 327 | 587 064 |
| Porcentaje | 1,14 %  | 1,14 %  | 1,14 %  | 1,15 %  | 1,18 %  | 1,25 %  | 1,28 %  | 1,25 %  | 1,24 %  |

Cuenta con una población de 615 849 habitantes (INE 2024 que se encuentra repartida de manera muy desigual: la gran mayoría se encuentra en Castellón de la Plana (29,30 % de la población provincial) y su área metropolitana, esto es, en el cuadrante sureste de la provincia. La franja litoral del norte de Castellón también presenta unas concentraciones importantes de población (Vinaroz - Benicarló). Sin embargo, el interior, montañoso, se encuentra muy poco poblado, ya que 17 localidades no alcanzan los 100 habitantes. Tras la capital, los municipios más poblados de la provincia (de más de 20 000 habitantes según el censo INE 2024) son: Villarreal, Burriana, Vall de Uxó, Vinaroz, Benicarló, Almazora y Onda.
Según datos del ministerio, en 2023 residen 111.782 personas de nacionalidad extranjera en la provincia, lo que corresponde al 19,6 % de la población, unos seis puntos y medio por encima de la media nacional.
| País        | Población |
| ----------- | --------- |
| Rumania     | 36 810    |
| Marruecos   | 17 265    |
| Argelia     | 3812      |
| Colombia    | 5314      |
| Italia      | 2317      |
| Francia     | 1779      |
| China       | 1429      |
| Reino Unido | 1422      |
| Ucrania     | 1391      |
| Alemania    | 1124      |

La provincia de Castellón es la 26.ª de España en que existe un mayor porcentaje de habitantes concentrados en su capital (29,30 %, frente a 31,96 % del conjunto de España).

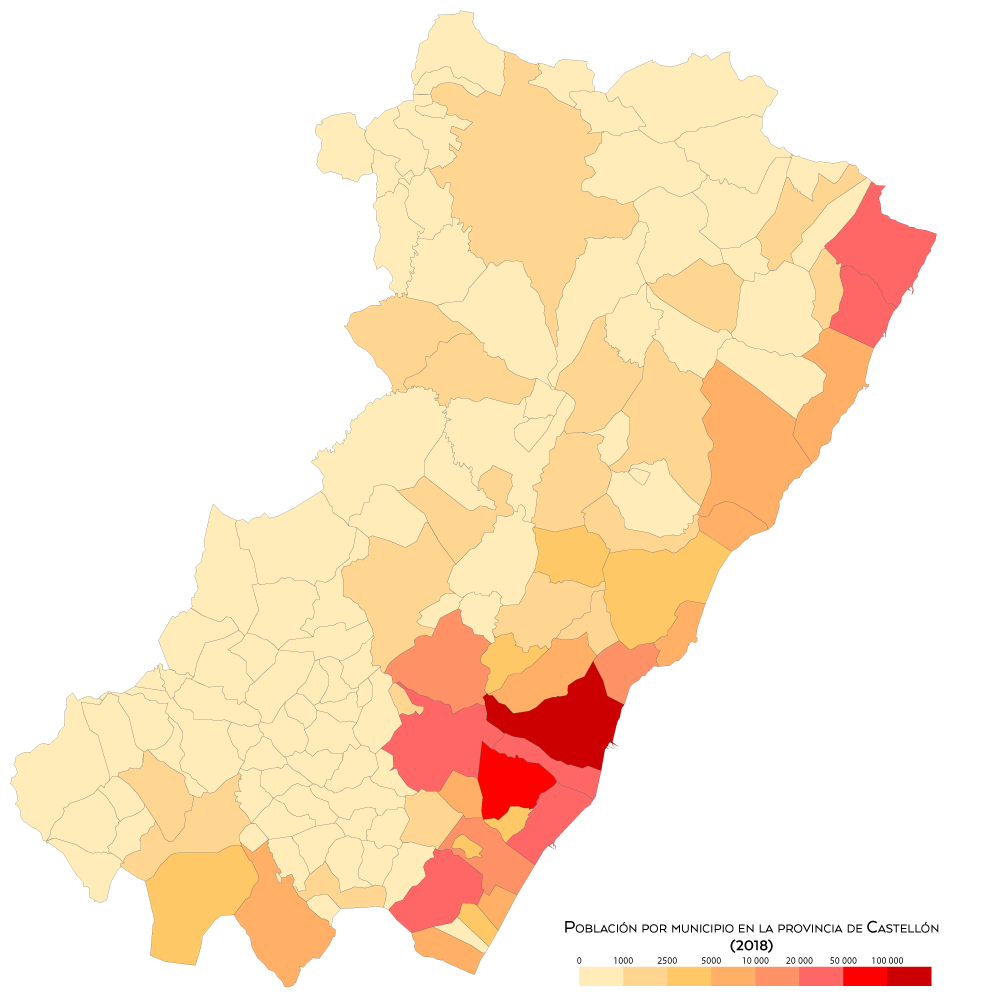
Población por municipio (2018)
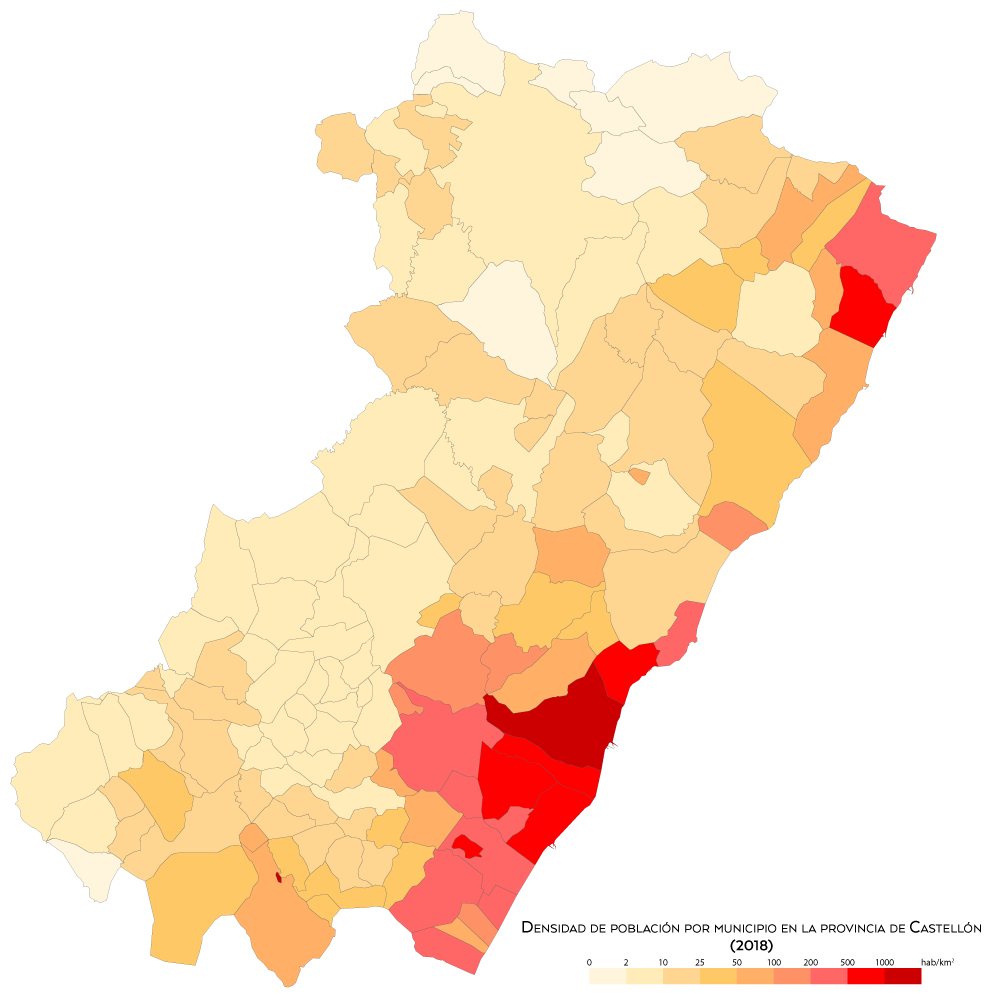
Densidad de población por municipio (2018)
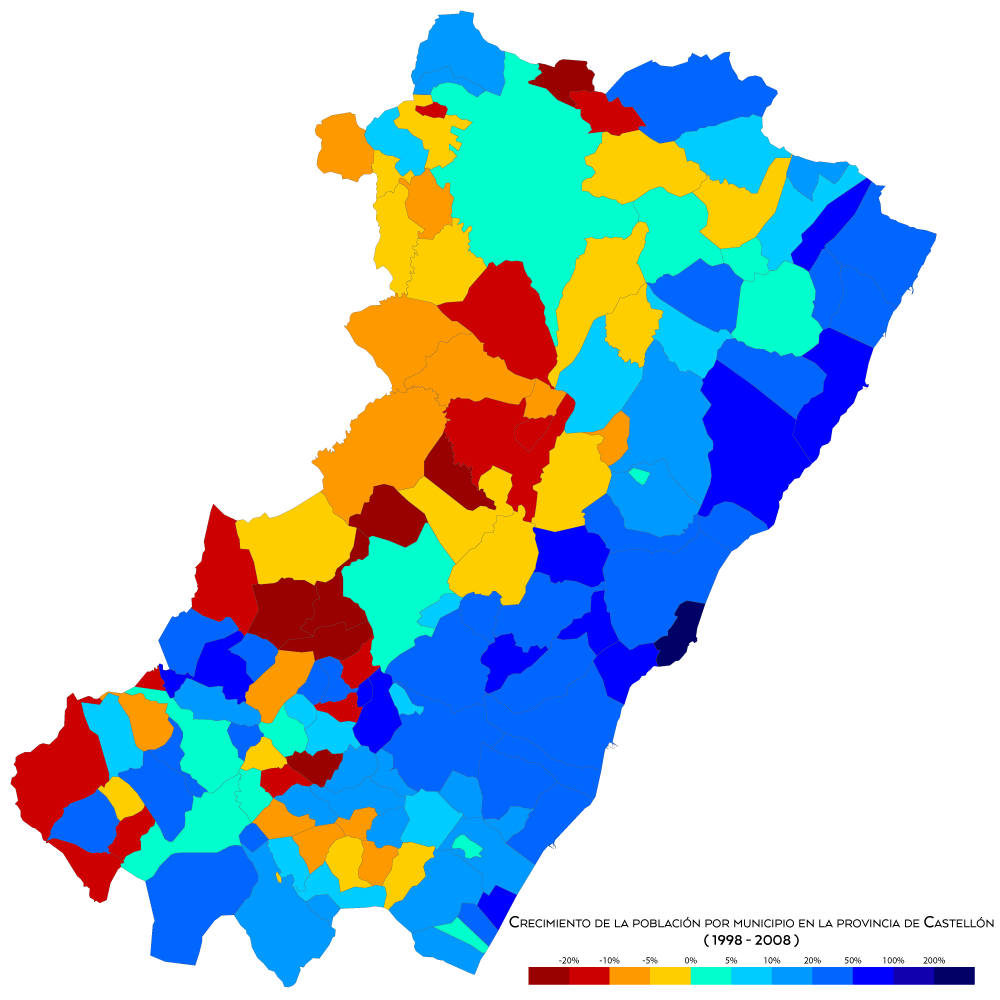
Crecimiento de la población por municipio entre 1998 y 2008.
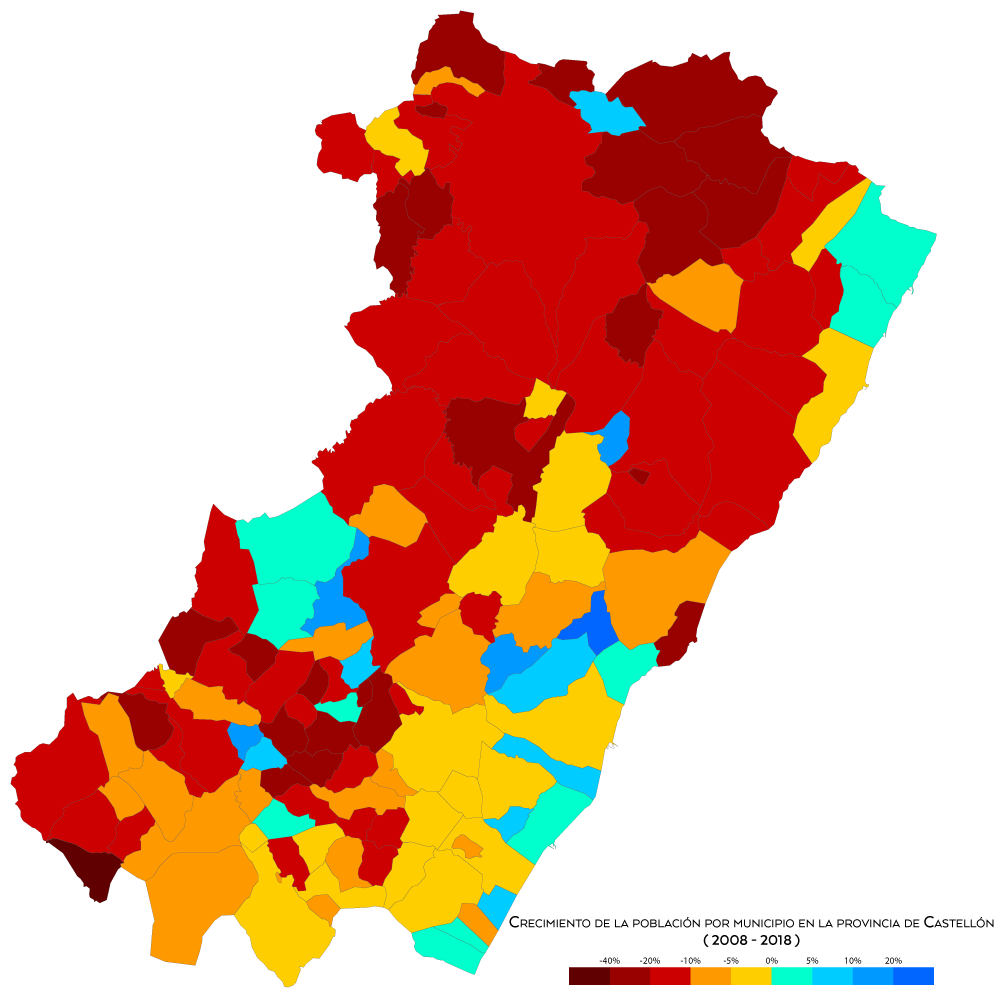
Crecimiento de la población por municipio entre 2008 y 2018.

## Economía
La industria castellonense ha destacado tradicionalmente por la recogida de cítricos y hortalizas (Burriana, Nules y Benicarló). Hay que destacar que en la provincia de Castellón se concentra la mayor parte del sector industrial español en industria cerámica y azulejera (Onda, Alcora, Nules, Castellón y Villarreal) y de fabricación de muebles (Benicarló y Vinaroz). Varias multinacionales importantes del sector químico (Fábricas en Benicarló y Castellón), las industrias clásicas del calzado (Vall de Uxó), la pesca (Castellón, Vinaroz, Benicarló), o el textil (Vilafranca y Morella), han ido dejando paso a una constante terciarización de los sectores productivos por el constante incremento del peso del turismo en la economía de la provincia.

## Administración y política
El gobierno y la administración de la provincia corresponde a la Diputación Provincial de Castellón, de acuerdo con lo establecido en el artículo 141 de la Constitución. Su composición se establece por elección indirecta a partir de los resultados en las elecciones municipales. Entre 2011 y 2019 estuvo presidida por Javier Moliner Gargallo, perteneciente al Partido Popular. De 2019 a 2023 el presidente fue Josep Pasqual Martí García, del Partido Socialista del País Valenciano (PSPV-PSOE). En la actualidad la presidenta es Marta Barrachina Mateu del Partido Popular, alcaldesa de Vall d'Alba y primera mujer en el cargo, gobernando con mayoría absoluta. 
| Actual distribución de la Diputación tras las elecciones municipales de 2023 | Actual distribución de la Diputación tras las elecciones municipales de 2023 | Actual distribución de la Diputación tras las elecciones municipales de 2023 | Actual distribución de la Diputación tras las elecciones municipales de 2023 |
| Partido político                                                             | Votos                                                                        | %                                                                            | Diputados (27)                                                               |
| ---------------------------------------------------------------------------- | ---------------------------------------------------------------------------- | ---------------------------------------------------------------------------- | ---------------------------------------------------------------------------- |
| Partido Popular (PP)                                                         | 111 365                                                                      | 38,61 %                                                                      | 14                                                                           |
| Partido Socialista Obrero Español (PSPV-PSOE)                                | 93 769                                                                       | 32,51 %                                                                      | 10                                                                           |
| Coalició Compromís (Compromís Municipal)                                     | 30 331                                                                       | 10,52 %                                                                      | 2                                                                            |
| Vox                                                                          | 24 963                                                                       | 8,65 %                                                                       | 1                                                                            |

### Gobierno civil
No obstante, a partir de las Cortes de Cádiz de 1812 surge la figura jurídica de los Gobernadores Civiles para asumir las funciones de gobierno en cada provincia, de forma que durante el franquismo esta figura se fortalece como órgano de máxima autoridad político-administrativa, representante del Gobierno y coordinador de los servicios de la administración provincial, además de jefe de los servicios de orden público y policía.
Con el desarrollo de las Autonomías esta figura ha ido perdiendo competencias, hasta que en 1996 desaparece para crear la figura de la subdelegación del Gobierno, quedando únicamente como una unidad administrativa que representa al gobierno central en el ámbito de la provincia. Actualmente, el titular del cargo corresponde a Antonia García Valls.

## Servicios

### Transporte

#### Carreteras
La provincia de Castellón se encuentra comunicada mediante autovías o carreteras convencionales con las provincias limítrofes y cuenta con las siguientes vías que la comunican con el resto de España:
- AP-7  Autopista del Mediterráneo: autopista de nivel nacional que atraviesa la provincia de Castellón desde Valencia hacia Tarragona, Barcelona y Francia.
- A-7  Autovía del Mediterráneo: el único tramo de esta vía que existe en la provincia es el desdoblado a partir de la N-340, entre Almenara y Nules. Luego, entre Nules y Castellón, la vía, donde cambia a la denominación CV-13 hasta terminar en Torreblanca.
- CV-10  Autovía de la Plana: continuación de la A-7 desde Villavieja, donde pasa a manos de la Generalidad Valenciana, hasta Benlloch.
- CV-13  Benlloch-Torreblanca: continuación de la CV-10 desde Benlloch hasta Torreblanca. En el tramo que va desde el aeropuerto de Castellón (Villanueva de Alcolea) hasta Torreblanca la vía pasa de ser autovía a carretera convencional.
- A-23  Autovía Mudéjar: autovía de nivel nacional que comienza en Sagunto (Valencia) pero que entre Algimia de Alfara y Barracas atraviesa el sur de la provincia de Castellón.
- A-68  Autovía del Ebro: proyecto de autovía del que no se sabe todavía si llegará al Mediterráneo por Reus y Tarragona o por Morella y Vinaroz. Actualmente, el tramo más cercano a la provincia discurre entre Zaragoza y El Burgo de Ebro, a más de 150 km de Morella.
- N-340  Carretera Nacional del Mediterráneo: carretera nacional paralela a la AP-7, que entra en la provincia de Castellón mediante la A-7 pero que luego se bifurca. Atraviesa toda la provincia así como todos los municipios costeros (Villarreal, Nules, Benicásim, Oropesa del Mar, Vinaroz, entre otros).
- N-225  Teruel-Grao de Castellón: carretera nacional que, en la provincia de Castellón está dividida en varios tramos. El más importante es el que comunica Vall de Uxó con la A-23, atajando así varios kilómetros de la A-7. El otro tramo ha sido desdoblado y convertido en autovía (CS-22, que conecta la N-340 con el Puerto de Castellón).
- N-232  Carretera de Vinaroz a Santander: conexión histórica de la provincia de Castellón con Zaragoza y el norte de la Península. Este sería el trazado si finalmente la A-68 se comunica con el Mediterráneo por Vinaroz.
- Otras vías de menor importancia: partiendo desde la costa, existe una serie de carreteras que la comunican con el interior y, en este caso, las provincias de Valencia y Teruel. Son carreteras autonómicas.

#### Ferrocarril
Dos líneas de ferrocarril atraviesan la provincia de Castellón. De norte a sur, la línea del arco mediterráneo, que une Barcelona con Valencia, y en la comarca del Alto Palancia la línea Sagunto-Zaragoza.
Los trenes de cercanías de Valencia llegan por la C-5 hasta Caudiel, y por la C-6 hasta Vinaroz.

#### Transporte aéreo

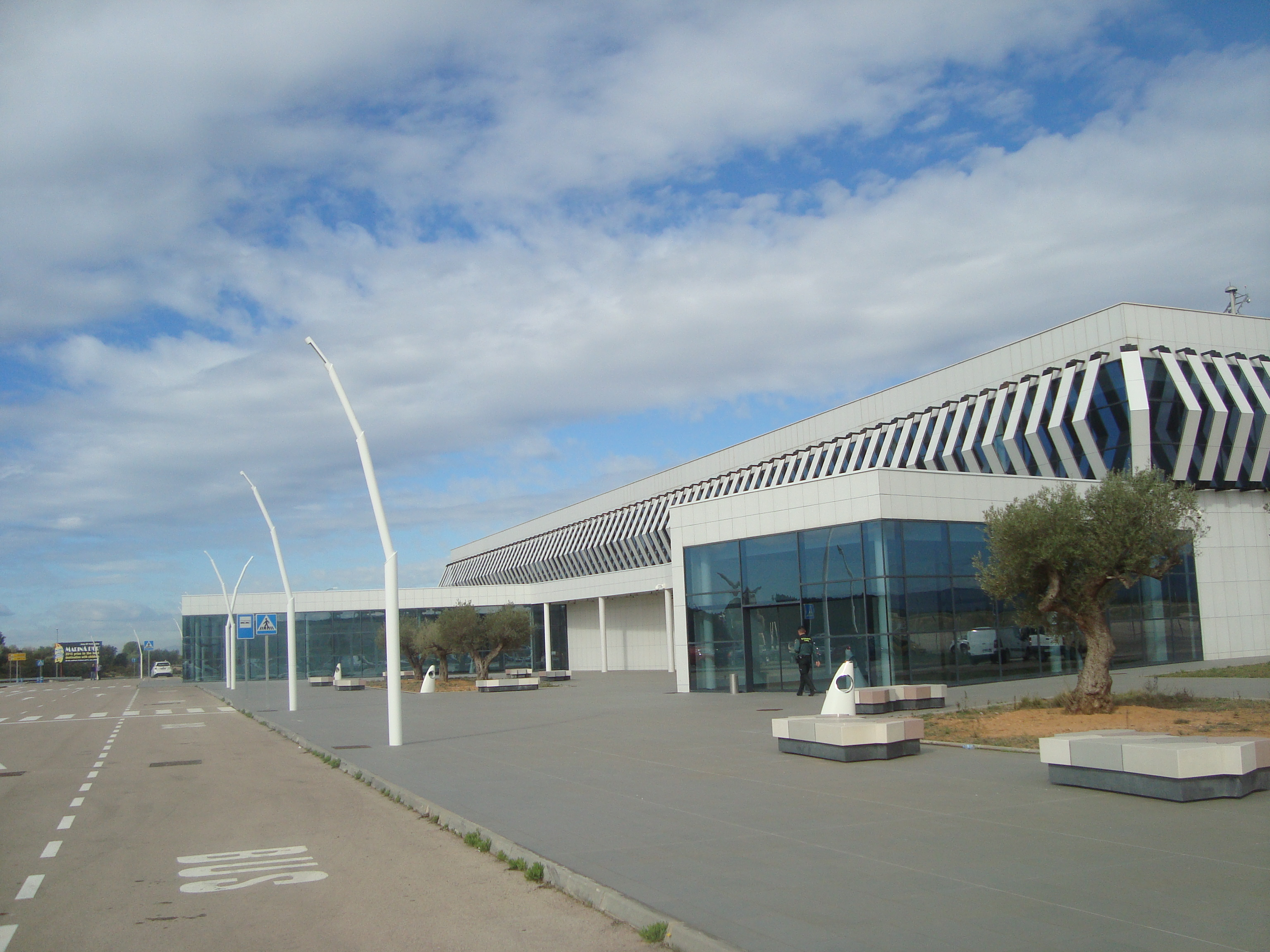
Aeropuerto de Castellón

Se construyó el aeropuerto de Castellón-Costa Azahar, con la intención de dotar a la provincia de Castellón de medios capaces de dar el gran salto a las grandes comunicaciones con la finalidad de potenciar y enlazar el turismo provincial hacia el resto de la Península y de Europa. Costó más de 150 millones euros. Pese a haber sido inaugurado oficialmente en marzo de 2011, no recibió todos los permisos para operar hasta diciembre de 2014, y hasta septiembre de 2015 careció de operaciones regulares, convirtiéndose en un símbolo internacional del derroche que caracterizó el desarrollo de la crisis española de 2008-2016.
A fecha de julio de 2019, el aeródromo cuenta con dos líneas regulares en activo, Londres (Reino Unido) y Bucarest (Rumanía), y tres líneas que se desarrollan solamente en período estival: Sofía (Bulgaria), Budapest (Hungría) y Katowice (Polonia).

### Sanidad
Castellón tiene seis hospitales públicos, gestionados por la Agencia Valenciana de Salud. Todos ellos son hospitales de gestión pública, excepto el provincial que actúa como consorcio:
- Hospital Comarcal de Vinaroz
- Hospital Complementario Alto Palancia (Segorbe)
- Hospital General Universitario de Castellón
- Hospital la Magdalena (Castellón de la Plana)
- Hospital Provincial de Castellón (Consorcio Hospitalario Provincial de Castellón)
- Hospital Universitario de la Plana (Villarreal)

La oferta sanitaria también se complementa con un hospital privado, fuera del servicio de seguridad social, situado en Castellón de la Plana, el Hospital Rey Don Jaime.

### Educación

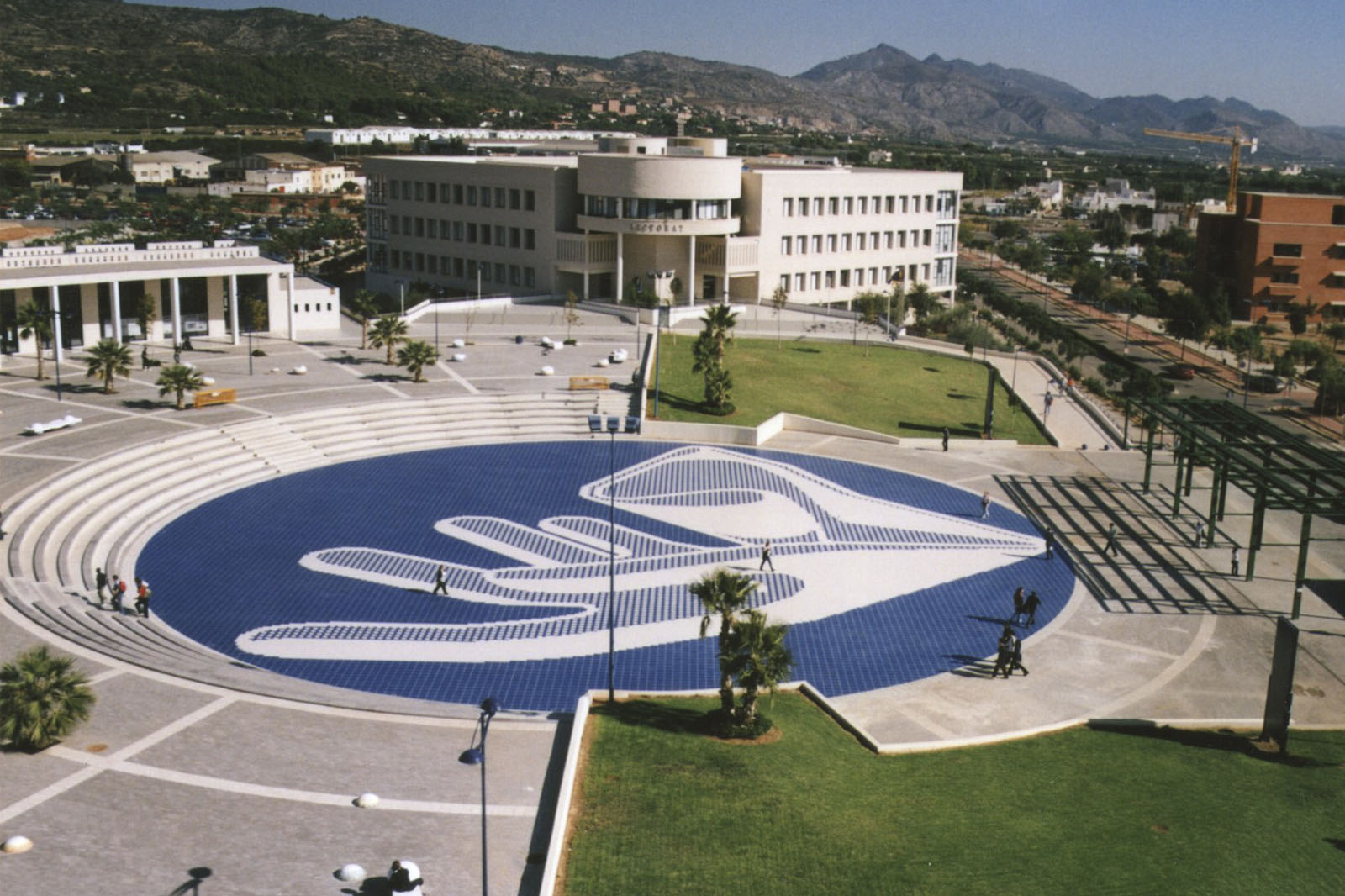
Universidad Jaime I

La provincia cuenta con una universidad pública y un campus de una, ambas situadas en la ciudad de Castellón.
- La Universidad Jaime I (UJI) fue fundada en 1991. Oferta más de treinta titulaciones y en ella estudian anualmente más de 14 000 alumnos.
- La Universidad CEU Cardenal Herrera (CEU-UCH), es una universidad privada que cuenta con uno de sus campus en la ciudad de Castellón.

## Turismo

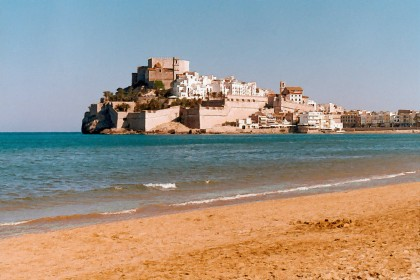
Castillo de Peñíscola

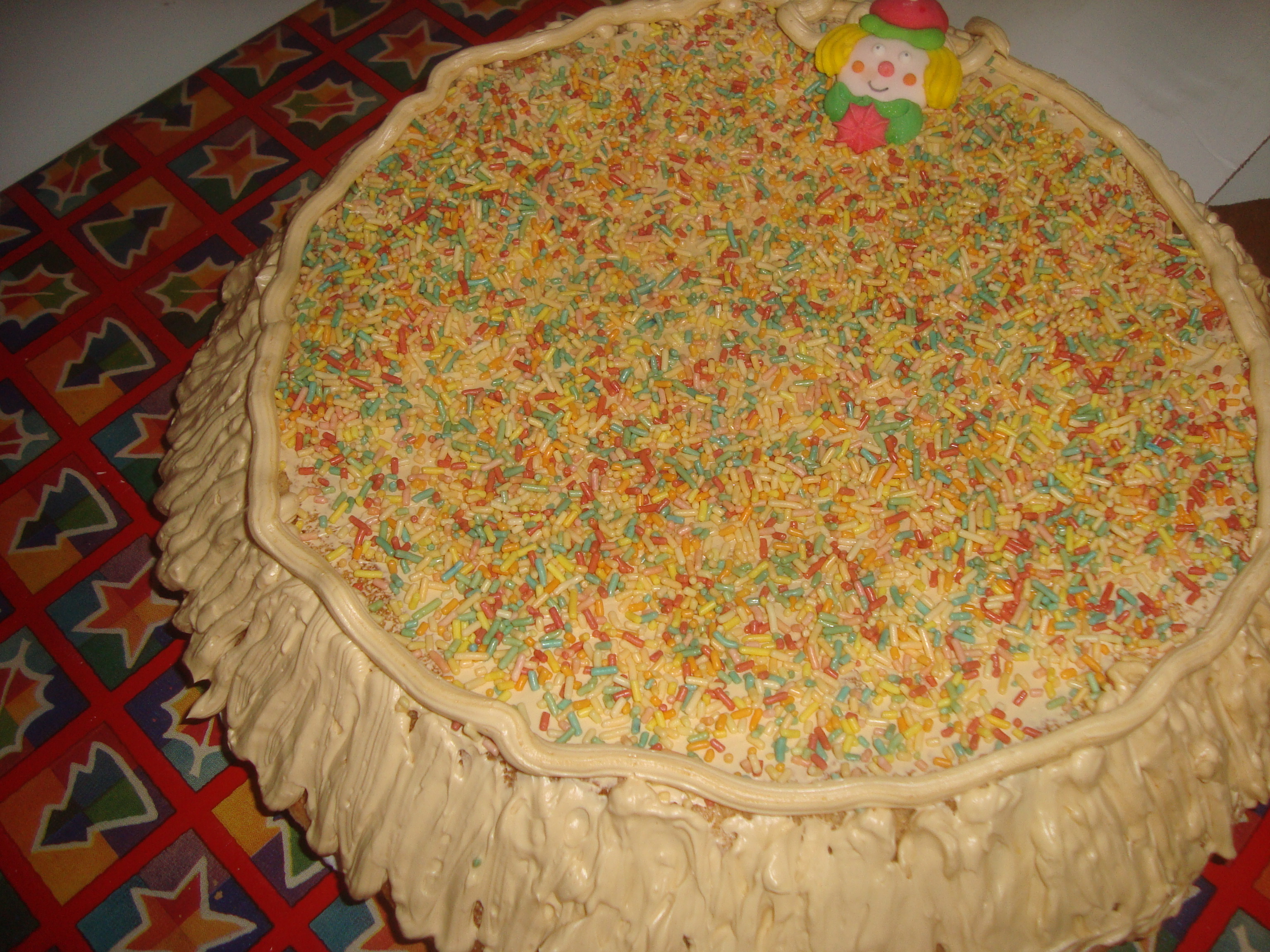
Tortà de almendras

En la provincia de Castellón se puede pasar del mar a la alta montaña en unos pocos kilómetros; el clásico turismo de sol y playa (Benicasim, Oropesa del Mar, Vinaroz, Burriana, Peñíscola, Benicarló, etc.) es complementado por un boyante turismo de interior de casas rurales, con la monumentalidad de pueblos como Morella, San Mateo, Segorbe, balnearios en Montanejos, Benasal, Catí, los manantiales del río Palancia, una amplia red de senderos, ermitas...
Peñíscola bautizada como la ciudad en el mar, tiene más del 50 % de plazas hoteleras de la provincia y es tercer destino turístico de la Comunidad Valenciana tras Benidorm y Valencia.
También existen una gran cantidad de paisajes y parajes naturales por toda la provincia como son las Grutas de San José en la Vall de Uxó, castillos como el de Peñíscola, el de Morella, o el pueblo fortificado de Mascarell, los restos romanos de Benicató y la arquitectura religiosa en Nules, poblados ibéricos com el Puig de Benicarló, casas modernistas en Burriana y Vinaroz, centros turísticos como Marina d'Or y la Renegá (los dos en Oropesa del Mar), la peculiar torre El Fadrí en Castellón de la Plana, la Entrada de toros y caballos en Segorbe, o la Cartuja de Vall de Cristo y el Santuario de la Cueva Santa en Altura (patrona de la provincia).